# 潘氏细胞

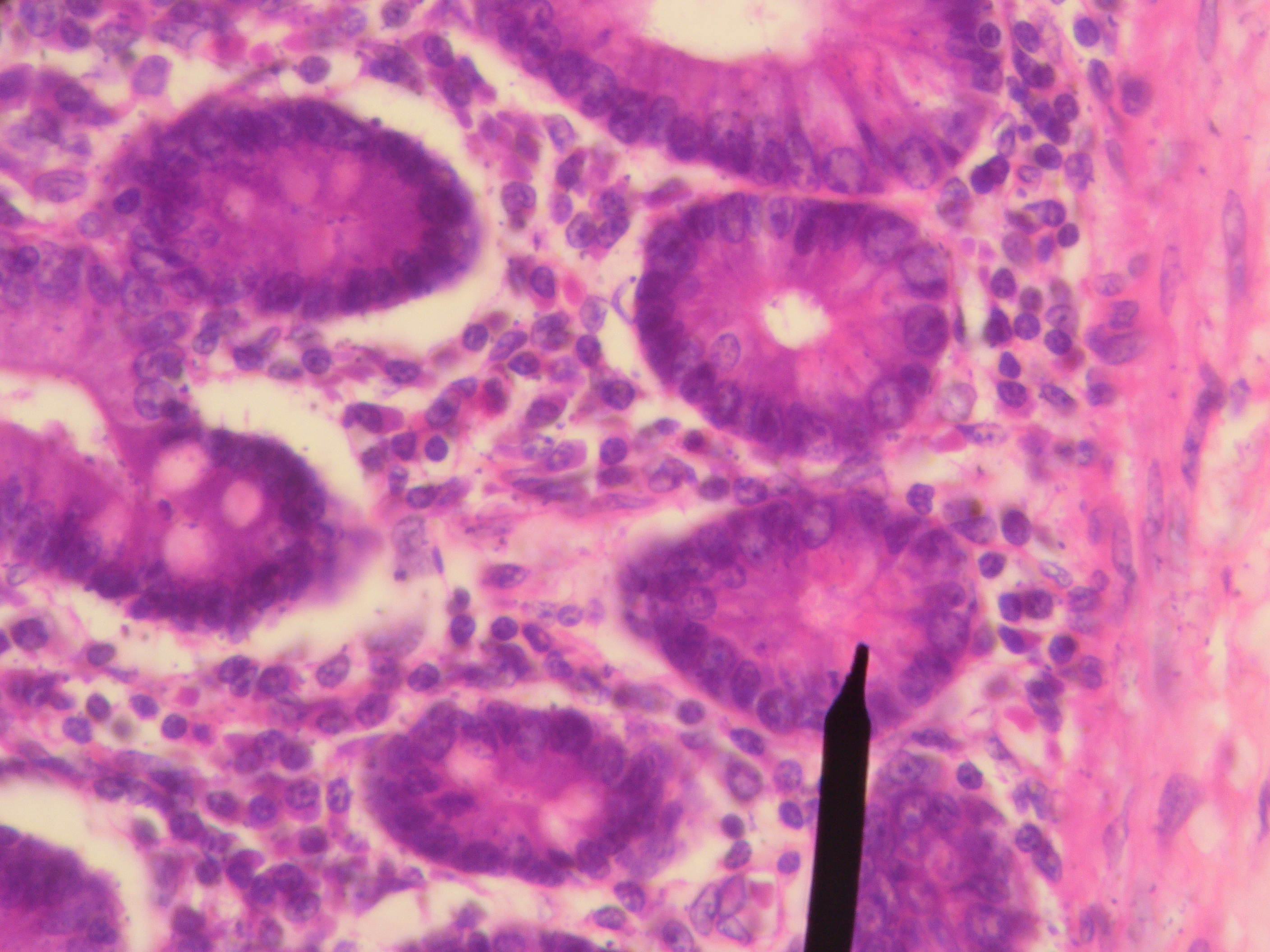
人體的潘氏細胞

潘氏細胞（或稱帕內特細胞、Paneth cells、PCs）是起源於腸隱窩乾細胞的小腸腺特徵性細胞，與隱窩乾細胞間隔排列於小腸腺的底部，並且遍布於整個小腸。胞體呈錐體形，胞質頂部的粗大嗜酸性顆粒的主要成分為防禦素 (80%)、溶菌酶、SPLA2、血管生成因子和Reg3-γ。PCs幫助宿主抵禦腸道致病微生物的侵犯，其功能性類似於嗜中性球，並且與於小腸的先天性免疫相關。當暴露於細菌或細菌抗原時，潘氏細胞會分泌防禦素等抗菌分子到小腸管腔的絨毛，幫助維持胃腸道屏障。

## 功能
潘氏細胞能夠分泌腸抗菌肽、防禦素、溶菌霉素、磷脂酶和C-型凝集素等多種物質，有助潘氏細胞在維持腸道先天性免疫、腸道抗菌抗炎及腸上皮組織完整性等方面中發揮作用。潘氏細胞和Lgr-5陽性腸幹細胞會共同構成幹細胞巢，潘氏細胞可提供一些維護乾性特徵的關鍵受體或配體，如表皮生長因子、DLL4、WNT3等，從而激活相應的細胞信號通路，繼而維持Lgr-5陽性腸幹細胞的正常細胞功能。潘氏細胞結構和功能的異常已被證實和腸道疾病存在密切關係。

## 發現過程
1872年，德國解剖學家Schwalbe首先在小腸隱窩底部觀察到一種錐體形細胞。1888年，奧地利醫師約瑟夫·帕內特對這種細胞進行進一步的觀察和描述，該細胞被命名為潘氏細胞。